# Evangelische Kirche Obereggenen

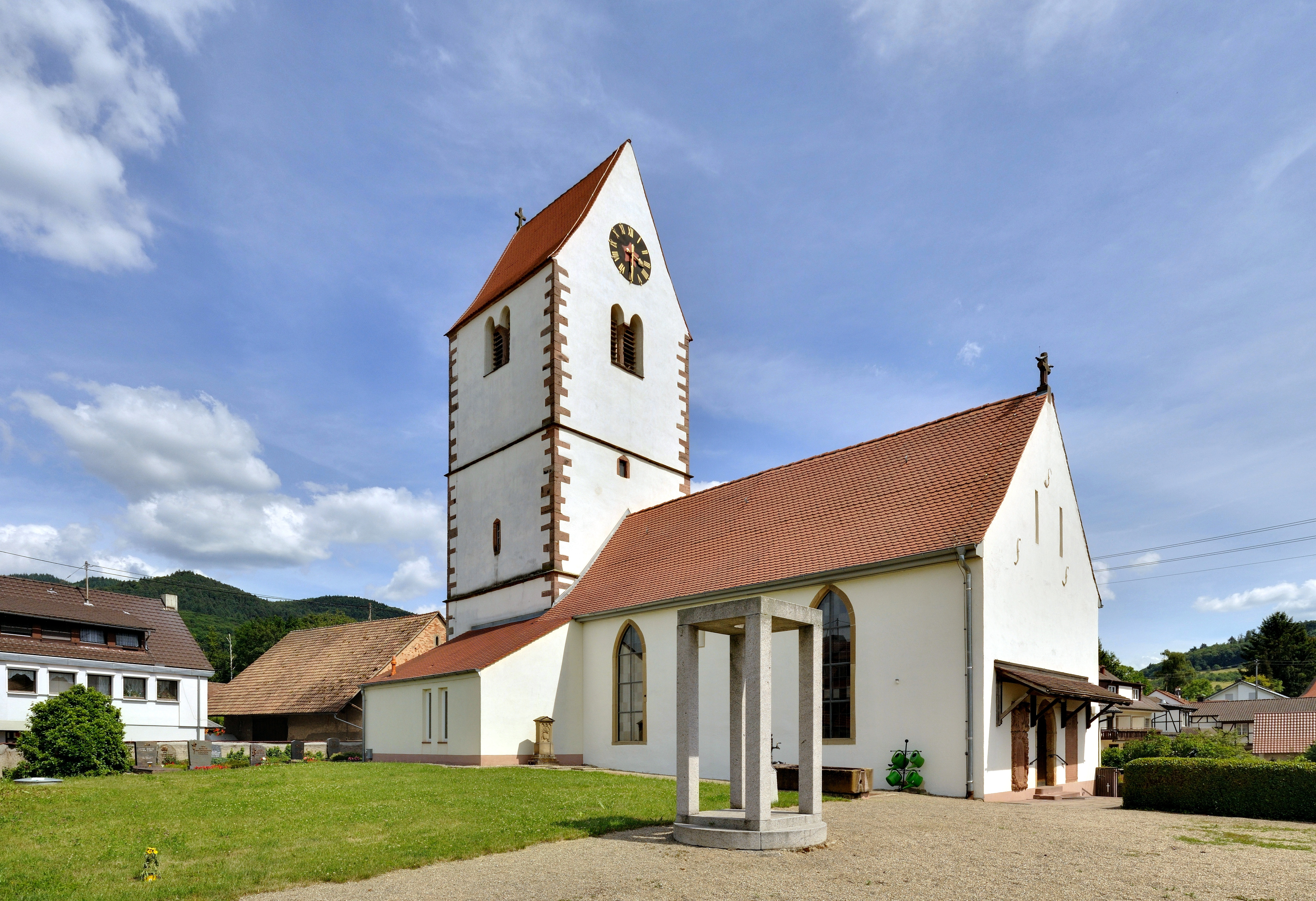
Evangelische Kirche Obereggenen von Südwesten

Die Evangelische Kirche Obereggenen im Schliengener Ortsteil Obereggenen geht auf das 12. Jahrhundert zurück. Die Kirche steht zentral im Dorfkern von Obereggenen.

## Geschichte
Die Gründung der Benediktinerpropstei Bürgeln durch das Kloster St. Blasien und die Wegnahme der Pfarrstelle durch Mönche führte zu einem Streit, der 1130 durch eine Tagung in Liel beigelegt werden konnte. Man entschloss sich, eine Kirche in Obereggenen zu errichten, die bereits 1132 fertiggestellt war. Hinweise, dass Teile dieser Kirche bis heute erhalten sind, gibt es keine. Zur Mitte des 13. Jahrhunderts wurde diese durch einen Neubau ersetzt.
Um 1475 muss es zu umfangreichen Renovierungsarbeiten gekommen zu sein. Jahreszahlen an der spitzbogigen Turmtür (1472), dem kleinen Turmfenster im zweiten Geschoss (1473) sowie dem Seitenportal in der Südwand des Langhauses (1475) zeugen davon.
1613 wurde kurz vor dem Dreißigjährigen Krieg die Kanzel ersetzt. In den folgenden zwei Jahrhunderten wurde der Landstrich und auch die Kirche durch diverse Kriege in Mitleidenschaft gezogen. 1754 wurde der Vorschlag zur Vergrößerung des Gotteshauses gemacht. Bis auf die Ersetzung des Taufsteins 1781 kam es in den nächsten Jahrzehnten zu keiner Veränderung.
Im Jahr 1802 wurde die baufällige Sakristei abgerissen und die Chortüre zugemauert. Als man 1851 eine neue Orgel im Chor einbaute musste der Altar in Richtung des Langhauses verschoben werden.  Als in Nieder- und Obereggenen im 19. Jahrhundert der Wunsch nach Vergrößerung aufkam, erwog das Bezirksamt eine Zusammenlegung beider Pfarreien und den Neubau einer Kirche in der Mitte beider Dörfer. Die Idee wurde jedoch nicht umgesetzt, so dass es zu Renovierungen kam. 1912 wurde das Gotteshaus ausgemalt und erhielt einen moderneren Altar. Dieser wurde 1969 im Rahmen umfangreicher Instandsetzungsarbeiten durch einen aus rotem Sandstein ersetzt.

## Beschreibung

### Kirchenbau
Die Kirche in Obereggenen besteht aus einem rechteckigen Langhaus und einem östlich angebauten, dreistöckigen Glockenturm. Beide Baukörper sind hell verputzt. Das Satteldach gedeckte Kirchenschiff hat an den Seiten drei lange, rundbogig abschließende Fenster. Das Hauptportal der Kirche befindet sich an der Westfassade. Der Eingang wird von einem Pultdach geschützt und von zwei Epitaphen flankiert. Der linke erinnert an den Vogt Barthlin Blanck(en)horn († 23. März 1723), der rechte an den Vogt Mattheus Schnitzer († 23. März 1609).
Der Turm ist durch Eckquaderung vom Boden bis an die Dachunterkante gegliedert und wird von einem Satteldach in Richtung des Langhauses abgeschlossen. Im unteren Geschoss befinden sich eine zugemauerte Tür und die farbigen Chorfenster. Im mittleren Stock befinden sich nur kleine Sichtluken, im oberen zu jeder Seite zweigeteilte, romanische Klangarkaden. An den Giebelseiten des Turms befinden sich die Zifferblätter der Turmuhr.
Die Kirche befindet sich in einem ummauerten Grundstück, an deren Nordostseite sich ein Friedhof anschließt.

### Inneres und Ausstattung

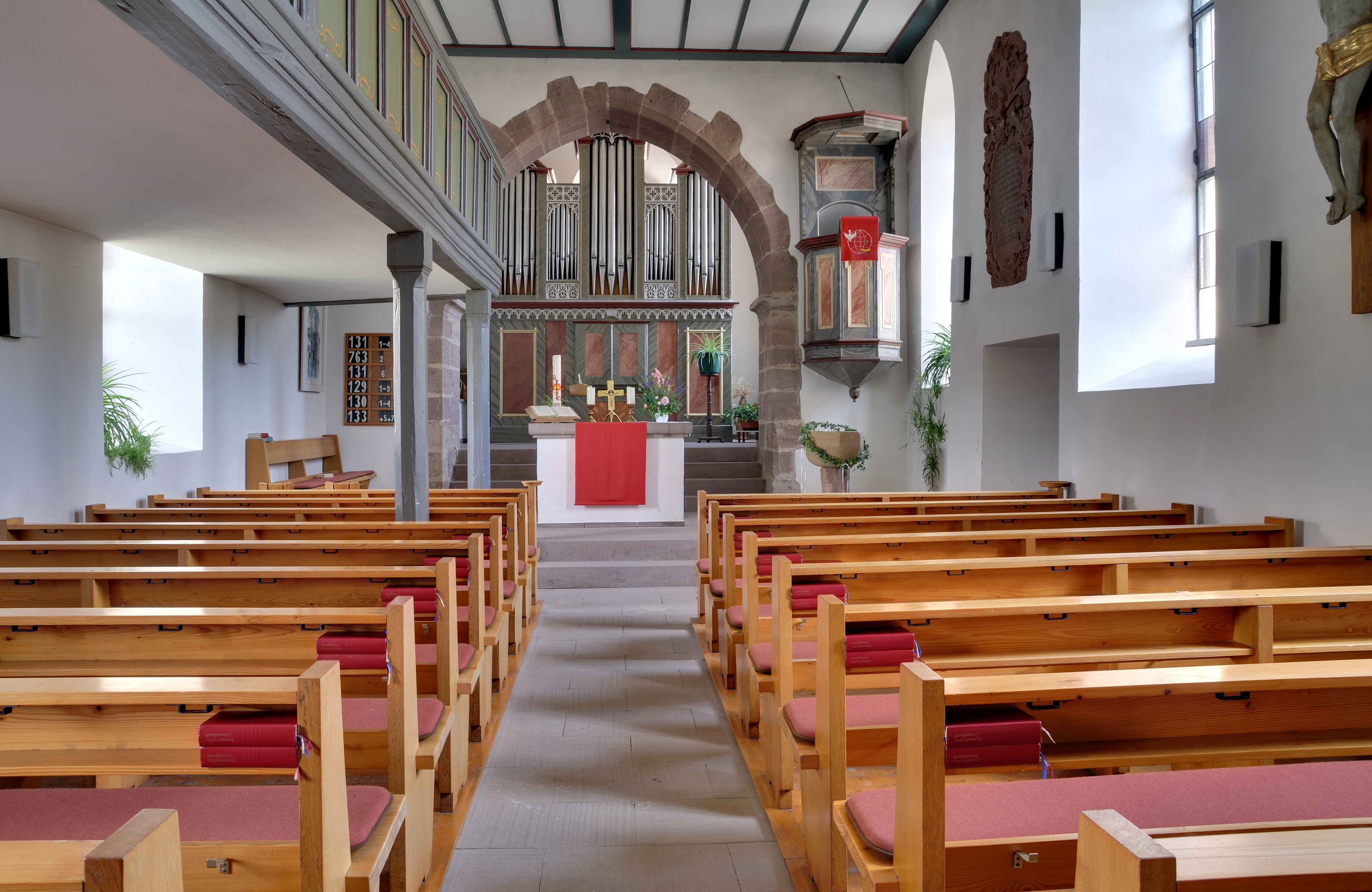
Blick ins Langhaus Richtung Chor

Langhaus und Chor werden durch einen Triumphbogen getrennt. In Blickrichtung zum Chor befindet sich rechts des Bogens eine Kanzel. Der in der Turmhalle untergebrachte Chor beherbergt neben dem Altar auch die Orgel. Das Langhaus ist mit einer flachen Holzdecke eingedeckt und verfügt an der West- und Nordwand über eine L-förmige Empore. An der Südwand befindet sich eine Grabplatte für den Pfarrer Johann Friedrich Sonntag († 5. August 1744). Ein weiteres Epitaph ist unleserlich, vermutlich jedoch Pfarrer Samuel Brodhag († 1692) zuzuordnen.

### Glocken und Orgeln
1714 hatte die Kirche zwei von der Glockengießerei Weitenauer aus Basel stammende Glocken. Da die kleine Glocke 1739 zersprang schuf die Gießerei Lacher in Kandern Ersatz dafür. Nach weiteren Erneuerungen erhielt die Gemeinde 1911 ein komplett neues Geläut von Grüninger Söhne, die auf die Töne g′, b′ und d′ gestimmt waren.
Das derzeitige dreistimmige Geläut aus Stahl setzt sich wie folgt zusammen:
| Name   | Schlagton | Gussjahr | Gießerei        |
| Gebet  | c′        | 1948     | Bochumer Verein |
| Geduld | es′       | 1948     | Bochumer Verein |
| Friede | g′        | 1948     | Bochumer Verein |

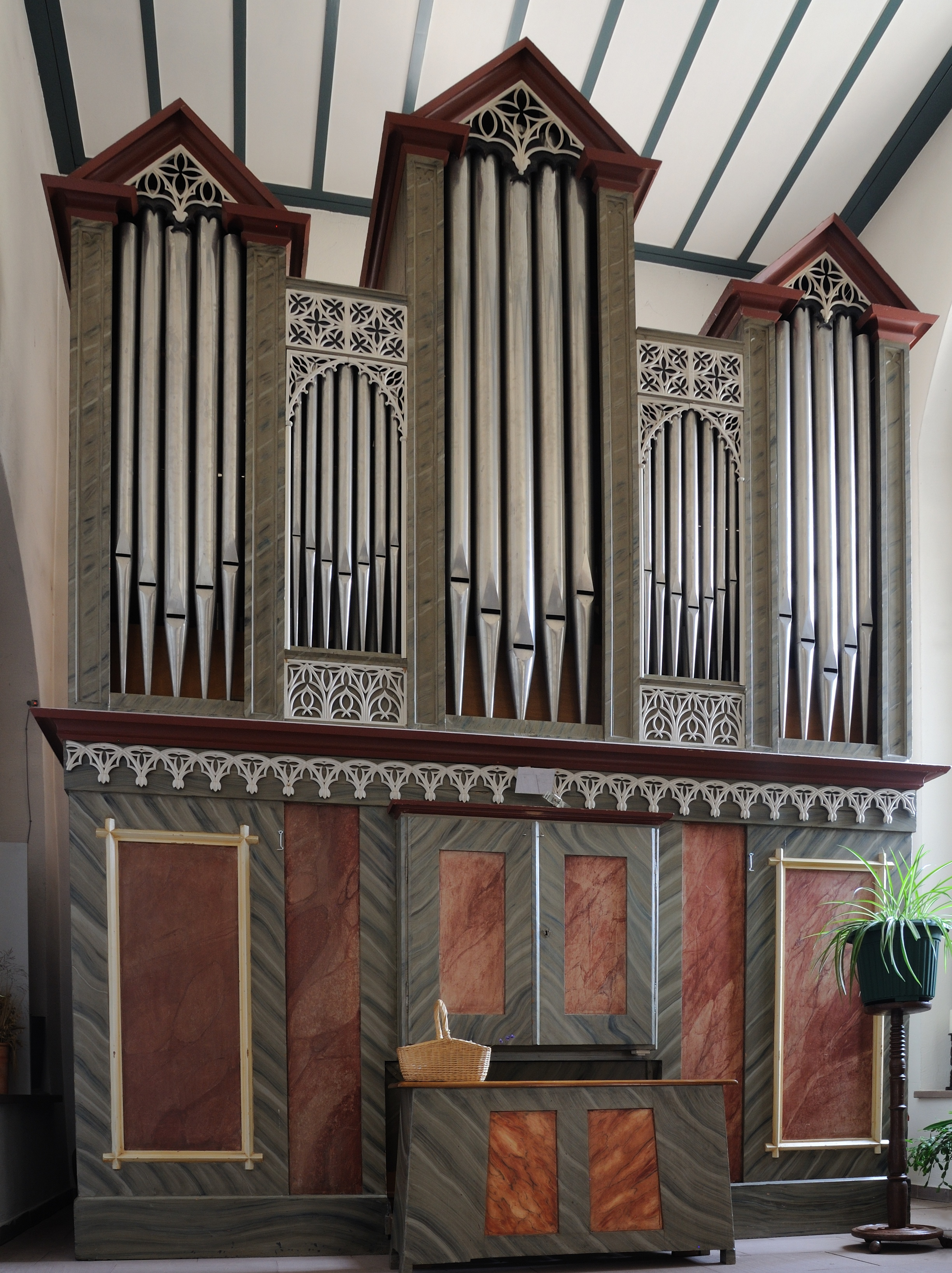
Orgel

Die erste Orgel erhielt die Gemeinde 1754. Das Instrument des Hüninger Orgelbaumeisters Jean Louis Perny wurde auf der Westempore aufgestellt. 1851 wurde ihr von Josef Merklin aus Freiburg ein neues Werk eingebaut und der Standort in den Chor versetzt. Instandsetzungsarbeiten fanden 1899 durch August Merklin und von 1969 bis 1970 durch Peter Vier statt. Die Orgel verfügt über Schleifladen, eine mechanische Spiel- und Registertraktur und hat ein Manual, ein Pedal und ursprünglich 13 Register. Bei der Restaurierung wurde die Leerschleife mit einer Trompete 8' ergänzt.